# サファイア賞
サファイア賞（サファイアしょう）は、岩手県競馬組合が施行する地方競馬の重賞競走である。
正式名称は「ABS秋田放送杯 サファイア賞」、秋田放送が優勝杯を提供している。

## 概要
2007年に岩手所属のサラブレッド系3歳馬による特別競走として創設。創設時から盛岡芝2400mで行われていたが、2025年より施行距離を芝1700mに変更される。第1回・第2回は9月下旬、第3回から第7回は8月中旬に施行されていた。
2014年から重賞に昇格し開催時期が5月最終週、または6月第1週に変更された。
2018年から準重賞に降格、2020年は芝コース張り替え工事のため、開催休止となる。
2021年に再び重賞に昇格、開催時期が10月となる。2024年に施行時期が6月に変更された。
かつては準重賞の「はまぎく賞」（芝1700m）がトライアル競走で、上位3着までに優先出走権が与えられた。

### 条件・賞金等（2025年）
出走条件
サラブレッド系3歳、岩手所属。
負担重量
定量。56kg、牝馬2kg減。
賞金等
賞金額は1着350万円、2着122万5000円、3着70万円、4着45万5000円、5着24万5000円、着外手当3万5000円。
副賞
ABS秋田放送賞、開催執務委員長賞。
優先出走権付与
3着以上の馬にオパールカップの優先出走権が付与される。

## 歴代優勝馬
重賞、準重賞で施行された2014年以降について記載。
| 回数   | 施行日         | 優勝馬           | 性齢 | 所属 | タイム | 優勝騎手 | 管理調教師 | 馬主                |
| ------ | -------------- | ---------------- | ---- | ---- | ------ | -------- | ---------- | ------------------- |
| 第8回  | 2014年6月1日   | ムーンドロップ   | 牡3  | 水沢 | 2:37.6 | 菅原俊吏 | 伊藤和     | 松浦正春            |
| 第9回  | 2015年5月30日  | レジェンドロック | 牡3  | 水沢 | 2:33.6 | 山本聡哉 | 瀬戸幸一   | 千葉浩              |
| 第10回 | 2016年5月29日  | サンエイゴールド | 牡3  | 水沢 | 2:38.8 | 山本聡哉 | 瀬戸幸一   | 鈴木雅俊            |
| 第11回 | 2017年5月28日  | ブラックロード   | 牡3  | 水沢 | 2:34.3 | 阿部英俊 | 佐々木由則 | 欠畑圭一            |
| 第12回 | 2018年5月27日  | テルキーネス     | 牝3  | 水沢 | 2:34.9 | 阿部英俊 | 佐々木由則 | 谷謙介              |
| 第13回 | 2019年5月26日  | マツリダレーベン | 牡3  | 水沢 | 2:35.8 | 村上忍   | 菅原勲     | 高橋福三郎          |
| 第14回 | 2021年10月5日  | エムワンハルコ   | 牝3  | 盛岡 | 2:34.2 | 関本淳   | 晴山厚司   | （株）マネジメント  |
| 第15回 | 2022年10月18日 | ブローヴェイス   | 牡3  | 水沢 | 2:32.9 | 高橋悠里 | 瀬戸幸一   | 豊井義次            |
| 第16回 | 2023年10月17日 | ダット           | 牝3  | 盛岡 | 2:32.0 | 高橋悠里 | 永田幸宏   | 鈴木康弘            |
| 第17回 | 2024年6月30日  | パラダイスリズム | 牝3  | 盛岡 | 2:36.4 | 岩本怜   | 橘友和     | 堀口晴男            |
| 第18回 | 2025年7月6日   | サンカリプソ     | 牝3  | 水沢 | 1:47.3 | 坂井瑛音 | 菅原勲     | (株) 加藤ステーブル |

#### 各回競走結果の出典
- サファイア賞 歴代優勝馬